# You Don't Know My Name
You Don't Know My Name è un singolo della cantante statunitense Alicia Keys, pubblicata il 18 novembre 2003 come primo estratto dal suo secondo album in studio The Diary of Alicia Keys.
La canzone, lodata dalla critica, ha vinto diversi premi, tra cui il Grammy Award alla miglior canzone R&B nel 2005. Sebbene abbia avuto un moderato impatto commerciale in tutto il mondo, negli Stati Uniti ha mantenuto la prima posizione della classifica Hot R&B Songs per otto settimane consecutive e ha raggiunto la terza posizione della Billboard Hot 100.

## Antefatti e descrizione
Scritta da Alicia Keys in collaborazione con Kanye West, la canzone presenta un campionamento della canzone del 1975 Let Me Prove My Love to You scritta da James Ralph Bailey, Mel Kent, Ken Williams e suonata dai The Main Ingredient.
La canzone si distingue chiaramente come un brano dai forti caratteri R&B, per via dei cori di voci black e per la struttura melodica incentrata sul pianoforte e sugli archi. Nel ritornello il fulcro melodico è il piano poiché esegue una scala di note discendente in concomitanza con la voce di Alicia dolce e rilassata. Verso la fine della canzone, la musica è interrotta da un acuto (un mi4) e si affievolisce per lasciare spazio alla voce parlata profonda della cantante. Il finale è costituito da una composizione classica di archi.

## Video musicale
Il video della canzone è stato diretto da Chris Robinson, già regista del video del singolo di debutto della cantante, Fallin' del 2002.
Nel video, girato a New York, Alicia è una cameriera di un ristorante che un giorno vede entrare un uomo (il rapper Mos Def) e se ne innamora. Dopo averlo incontrato nel ristorante per molto tempo, la protagonista lo chiama al telefono e gli confessa i suoi sentimenti.

## Dettagli sulla realizzazione

### Musicisti
- Alicia Keys – voce solista, corista
- John Legend – coro
- Harold Lilly – coro e testo originale di stesura
- Sharief Hobley – chitarra
- Artie Reynolds – basso
- Ray Chew – contrabbasso
- Sanford Allen – direttore d'orchestra, violino
- Al Schoonmaker – copista
- Kurt Briggs – violino
- Alexander Vselensky – violino
- Marion Pinheiro – violino
- Stanley Hunte – violino
- Avril Brown – violino
- Lori Miller – violino
- Xin Zhao – violino
- Richard Brice – viola
- Barry Finclair – viola
- Maxine Roach – viola
- Robert Chausow – viola
- Eileen Folson – violoncello
- Caryl Paisner – violoncello

### Produzione
- Alicia Keys – produttore
- Kanye West – produttore
- Manny Marroquin – tecnico del suono
- Ray Chew – arrangiatore

## Classifiche

### Classifiche settimanali
| Classifica (2003-2004) | Posizione massima |
| ---------------------- | ----------------- |
| Austria                | 48                |
| Canada                 | 22                |
| Francia                | 43                |
| Germania               | 68                |
| Irlanda                | 33                |
| Italia                 | 17                |
| Paesi Bassi            | 20                |
| Regno Unito            | 19                |
| Stati Uniti            | 3                 |
| Svezia                 | 54                |
| Svizzera               | 26                |

### Classifiche di fine anno
| Classifica (2004) | Posizione |
| ----------------- | --------- |
| Stati Uniti       | 29        |